# مدیریت تضاد
مدیریت منازعه 
مدیریت منازعه فرایند محدود کردن جنبه‌های منفی نزاع در عین حال افزایش جنبه‌های مثبت منازعه است. هدف مدیریت منازعه بالابردن یادگیری و نتایج گروهی، از جمله اثربخشی یا عملکرد در محیط سازمانی است (Ra him, 2002, p. ۲۰۸). منازعه به‌درستی مدیریت شده می‌تواند نتایج گروهی را بهبود بخشد

## تأثیر محیط کار
سرپرستان بیش از ۲۵٪ از اوقات شان و مدیران بیش از ۱۸٪ وقت شان را بر روی منازعات میان کارمندان صرف می‌کنند. این آمار از سال ۱۹۸۰ دو برابر شده‌است. رشد پیچیدگی سازمان‌ها، استفاده از تیم‌ها و تصمیمات گروهی و جهانی شدن دلایلی برای این است (Lang, 2009, p. ۲۴۰).
مدیریت منازعه موضوعی است که شرکت‌ها و مدیران نیازمند کنارآمدن با آن هستند. منازعه به‌طور قابل توجهی بر روحیه کارکنان، گردش مالی و دعاوی حقوقی اثر می‌گذارد، که این بر رونق شرکت یا به‌طور سازنده یا مخرب اثرگذار است (Lang, 2009, p. ۲۴۰). گردش مالی می‌تواند ۲۰۰٪ هزینه‌های یک شرکت از حقوق و دستمزد سالیانه کارکنانش باشد.

## تعاریف منازعه
در حالی که هیچ تعریف واحدی از منازعه وجود ندارد، بیشتر تعاریف شامل فاکتورهای زیر: حداقل دو گروه مستقل وجود دارد؛ گروه‌ها برخی ناسازگاری‌ها را میان خود مشاهده می‌کنند و گروه‌ها بنحوی با یکدیگر ارتباط برقرار می‌کنند (Putnam and Poole, 1987). دو مثال از تعاریف، " روندی که در آن یکطرف مشاهده می‌کند که منافع اش مخالف یا به‌طور منفی تحت تأثیر طرف دیگر است " (Wall & Callister, 1995, p. ۵۱۷) و " فرایند تعاملی در عدم سازگاری؛ اختلاف نظر یا ناهماهنگی در داخل یا بین نهادهای اجتماعی آشکار می‌شود " (Rahim, 1992, p. ۱۶) هستند.
علل مختلفی برای منازعه وجود دارد. منازعه ممکن است هنگامی رخ دهد که:
- یک بخش نیازمند مشارکت در فعالیتی است که ناهمخوان با منافع و نیازهایش باشد.
- یک شخص اولویت رفتاری را در دست دارد؛ رضایت از چیزی که ناسازگار با انجام شخص دیگری از اولویت‌هایش
- یک بخش برخی منابع مطلوب متقابلی را می‌خواهد که در کوتاه مدت عرضه می‌شود، به‌طوری‌که خواست‌های همه طرف‌های درگیر کاملاً رضایت بخش ممکن نیست.
- یک بخش دارای نگرش‌ها، ارزش‌ها، مهارت‌ها و اهدافی است که در هدایت رفتارشان چشمگیر هستند اما تصور می‌شود منحصر از نگرش‌ها، ارزش‌ها، مهارت‌ها و اهدافی است که به وسیلهٔ دیگران انجام شده‌است.
- دو بخش تا حدی اولویت‌های رفتاری منحصری با توجه به اقدامات مشترکشان دارند.
- دو طرف در عملکرد فعالیت‌ها و توابعشان وابسته هستند.

منازعه عاطفی در مقابل منازعه ماهوی
ساختار سلسله مراتب منازعه با تمایزی میان منازعه عاطفی (ارتباط نامیده می‌شود) و ماهوی (عملکرد؛ وظیفه؛ مشکل و فعالیت نامیده می‌شود) شروع می‌شود. در صورتی که کسی بتواند تمایزی بین منازعه بد و خوب ایجاد کند؛ ماهوی خوب و منازعه عاطفی بد خواهد بود. منازعه عاطفی و ماهوی بهم مرتبط هستند (De Drue and Weingart, 2003).
منازعه ماهوی شامل اختلافات میان اعضای گروه در مورد محتوای وظایف در حال انجام یا عملکرد خود است (DeChurch & Marks, ۲۰۰۱; Jehn, 1995). این نوع منازعه هنگامی رخ می‌دهد که دو یا چند نهاد اجتماعی بر روی به رسمیت شناختن یا راه حل برای مشکل کاری اختلاف نظر دارند؛ از جمله در نقطه نظرات، افکار و عقاید (Jehn, ۱۹۹۵; Rahim, 2002). میزان منازعه عاطفی با ناسازگاری‌ها یا ارتباط بین فردی رابطه مستقیمی برای دستیابی به کارکرد گروهی ندارد (Behfar, Peterson, Mannix, & Trochim, ۲۰۰۸; Amason, ۱۹۹۶; Guetzhow & Gyr, ۱۹۵۴; Jehn, ۱۹۹۲; Pinkley, ۱۹۹۰; Priem & Price, 1991).
هر دو منازعه عاطفی و ماهوی به‌طور منفی به رضایت اعضای تیم و عملکرد تیمی مرتبط هستند (De Drue and Weingart, 2003). در تناقض با این؛ ۲۰٪ (۵ از ۲۵) از مطالعات بکار رفته یک رابطه مثبت میان منازعه ماهوی و عملکرد کاری را نشان می‌دهد.

## منازعه بین فردی و سازمانی
منازعه سازمانی؛ اعم از اینکه عاطفی یا ماهوی باشد؛ می‌تواند به سازمانی یا درون سازمانی تقسیم شود.
منازعه سازمانی بین دو یا چند سازمان رخ می‌دهد (Rahim, 2002)؛ برای مثال؛ زمانی که کسب و کارهای مختلف در مقابل یکدیگر به رقابت می‌پردازند.
منازعه درون سازمانی نزاع درون یک سازمان است و می‌تواند بیشتر بر اساس گستره طبقه‌بندی شود. (دپارتمان؛ کار تیمی؛ فردی و ...)
دیگر طبقه‌بندی‌ها منازعات فردی؛ درون گروهی و گروهی هستند.
منازعه بین فردی به منازعه میان دو یا چند نفر اشاره دارد (معرف گروهی که آن‌ها بخشی از آن هستند نیست). منازعه بین فردی به منازعه گروهی و درون گروهی تقیسم می‌شود. منازعه‌های شخصی درون گروهی بین اعضای همان گروه رخ می‌دهد. منازعه‌های شخصی گروهی بین گروه‌ها رخ می‌دهد (Rahim, 2002).
حل منازعه و مدیریت منازعه
حل منازعه شامل کاهش؛ حذف یا فسخ تمام اشکال و انواع منازعه است. وقتی که مردم دربارهٔ حل منازعه صحبت می‌کنند تمایل به استفاده از عباراتی مانند مذاکره؛ چانه زنی؛ میانجیگری یا داوری دارند.
تجار می‌توانند از سطوح و انواع منازعه بهره‌مند شوند. این هدف مدیریت منازعه است نه هدف حل منازعه. مدیریت منازعه حل منازعه نیست.
مدیریت منازعه پیامدهای منفی منازعه را به حداقل رسانده و پیامدهای مثبت منازعه را به هدف بهبود آموزش در یک سازمان را گسترش می‌دهد. (Rahim, 2002, p. ۲۰۸)
آموزش سازمانی مهم است. منازعه مدیریت شده مناسب یادگیری را با افزایش میزانی از سئوالات پرسیده شده افزایش می‌دهد و مردم را برای تغییر وضع موجود تشویق می‌کند (Luthans, Rubach, & Marsnik, 1995).

## مدل‌های مدیریت منازعه
سبک‌های زیادی از رفتار مدیریت منازعه وجود دارند که در قرن گذشته مورد پژوهش قرار گرفته‌است. یکی از تازه‌ترین آنها؛ ماری پارکت فولت (۱۹۴۰ / ۱۹۲۶) دریافت که منازعه به وسیلهٔ افراد در سه مسیر اصلی مدیریت شده بود: سلطه؛ مصالحه و یکپارچگی. او همچنین راه‌های دیگری از دست زدن به منازعه را یافت از قبیل اجتناب و سرکوب که توسط سازمان‌ها بکار گرفته شده‌اند.

## مدل‌های مدیریت منازعه جدید
بلاک و میوتون (۱۹۶۴) برای نخستین بار یک طرح مفهومی برای طبقه‌بندی حالت‌ها (سبک‌ها) برای دست زدن به منازعه بین فردی در ۵ نوع: اجبار؛ عقب نشینی؛ یکنواختی؛ بخطر انداختن ؛و حل مشکل ارائه کردند.
در سال ۱۹۷۰ و ۱۹۸۰ محققان با استفاده از اهداف طرف‌های درگیر به طبقه‌بندی سبک‌های مدیریت منازعه که در مدل هایشان شامل می‌شد پرداختند. هم توماس (۱۹۷۶) و پریت (۱۹۸۳) مدلی را بر اساس نگرانی‌های طرف‌های درگیر در منازعه مطرح کردند. ترکیبی از نگرانی طرفین برای منافعشان (بعنوان مثال ابراز وجود) و نگرانی شان برای منافع آن‌ها که در سراسر جدول (بعنوان مثال مشارکت) یک سبک مدیریت منازعه مخصوص پربازده خواهد شد. پریت این سبک‌های پربازده را (ابراز وجود کم / مشارکتی بالا)، حل مشکل (ابراز وجود بالا / مشارکتی پایین)، انفعال (ابراز وجود پایین / مشارکتی پایین) و مجادله‌ای (ابراز وجود بالا / مشارکتی پایین) نامید. پریت استدلال می‌کند که حل مسئله روشی ترجیحی است که بدنبال گزینه‌های سودمند متقابل است.

## مدل پول و کان
پول و کان (۲۰۰۰) یک سیستم مشابه مدیریت منازعه گروهی تأسیس کردند. در سیستم شان؛ آن‌ها مدل تهاجمی کوزان را به دو مدل زیر تقسیم کردند: یکپارچه و توزیعی.
توزیعی – در اینجا منازعه به عنوان توزیع میزان ثابتی از منابع یا پیامدهای مثبت بنظر می‌رسد که یک طرف تا پیروزی و از دست دادن دیگری بپایان خواهد رسید حتی اگر آن‌ها تعدادی امتیازات را بدست آورند.
یکپارچه – گروه‌ها با بهره‌گیری از مدل یکپارچه منازعه را به عنوان فرصتی برای یکپارچه‌سازی نگرانی‌ها و نیازهای هر دو گروه و ایجاد بهترین پیامدهای ممکن می‌بینند. این مدل تأکید زیادی نسبت به مدل توزیعی بر روی مصالحه دارد. کان و پول دریافتند که نتایج مدل یکپارچه همواره پیامدهای مرتبط کاری بهتری را نسبت به کسانی که مدل توزیعی را بکار می‌برند دارد.

## طبقه‌بندی – متا مارکس و دچرچ
مارکس و دچرچ (۲۰۰۱) در آن زمان متون موجود دربارهٔ مدیریت منازعه را مورد بررسی قرار دادند و ایجاد آنچه که ادعا کردند یک طبقه‌بندی – متا که شامل همه مدل‌های دیگر بود. آن‌ها استدلال کردند که درهمه سبک‌های دیگر دو بعد وجود دارد – فعال (که تا چه حد رفتارهای منازعه پاسخگویی و هدایت را به جای رکود و تصور نادرست ایجاد می‌کند) و توافق (که تا چه حد رفتارهای منازعه دلپذیری و آرامش را به جای ناخوشی و تصور ناخوشآیند ایجاد می‌کنند). فعالیت بالا به‌طور آشکار بحث دربارهٔ اختلاف نظر است در حالی که به‌طور کامل پس از منافعشان می‌رود. توافق بالا با تلاش برای راضی کردن همه طرف‌های درگیر مشخص می‌شود.
در مطالعه‌ای که آن‌ها برای اعتبار بخشی این تقسیم‌بندی انجام دادند؛ فعالیت تأثیر معنی داری بر روی اثرات حل منازعه ندارد اما توافق‌پذیری سبک مدیریت منازعه هر چه بود صرفنظر از پیامدها؛ در واقع تأثیر مثبتی بر چگونگی احساس گروه‌ها در مورد روش منازعه‌ای که مدیریت شده دارد.

## مدل متا رحیم
رحیم (۲۰۰۲) اشاره کرد که توافقی میان محققان مدیریت وجود دارد که بهترین روش برای چگونگی اتخاذ تصمیم؛ ایجاد یا مدیریت کردن منازعه وجود ندارد. به همین منوال؛ به جای ایجاد یک مدل خیلی خاص از مدیریت منازعه؛ رحیم یک مدل – متا (در حد همان روشی که مارکس و دچرچ ؛۲۰۰۱؛ یک طبقه‌بندی – متا خلق کردند) برای سبک‌های منازعه بر اساس دو بعد نگرانی برای خود و نگرانی برای دیگران ایجاد کرد.
در این چارچوب پنج رویکرد مدیریتی است: یکپارچه سازی؛ وادار کردن؛ تسلط؛ اجتناب و مصالحه کردن. یکپارچه‌سازی شامل بازبودن؛ تبادل اطلاعات؛ جایگزینی و بررسی اختلاف تا مشکلات به شیوه‌ای که مورد قبول طرفین باشد حل شود. وادار کردن با تلاش برای به حداقل رساندن اختلافات و برجسته‌سازی مشترکات برای برطرف کردن نگرانی از بخش دیگر در ارتباط است. یک بخش هنگام بکارگیری سبک تسلط برای بدست آوردن همه اهداف خود پیش می‌رود؛ در نتیجه اغلب انتظارات و نیازهای بخش‌های دیگر را نادیده می‌گیرد. هنگام اجتناب یک بخش نمی‌تواند نگرانی‌های خود و همچنین نگرانی بخش دیگر را برطرف کند. در نهایت مصالحه کردن شامل دادن و گرفتن است که به موجب آن هر دو طرف از چیزهایی برای ایجاد یک تصمیم مورد توافق طرفین دست برمی دارند. (Rahim, 2002)

## چگونگی مدیریت کردن منازعه
به‌طور کلی مدیریت منازعه می‌بایست هدفش به حداقل رساندن منازعات عاطفی در همه سطوح باشد؛ دستیابی و حفظ میزان معینی از منازعه ماهوی و بکارگیری استراتژی مدیریت منازعه مناسب به‌طور مؤثر در مورد اولین دومین اهداف را موجب شود و همچنین نگرانی‌ها و وضعیت دو طرف منازعه را مطابقت دهد (Rahim, 2002).
بمنظور اینکه استراتژی‌های مدیریت منازعه مؤثر افتند آن‌ها می‌بایست معیارهای خاصی را رعایت کنند. معیارهای پایین به خصوص نه تنها برای مدیریت منازعه بلکه همچنین برای تصمیم‌سازی در مدیریت کاربرد دارند.
- اثربخشی و آموزش سازمانی – به منظور تحقق این هدف مدیریت منازعه می‌بایست برای ارتقای تفکر خلاقانه و انتقادی جهت آموزش فرایند تشخیص و مداخله در مشلات درست طراحی شود.
- نیازهای ذی‌نفع ان – گاهی اوقات بخش‌های متعددی در منازعه یک سازمان درگیر می‌شوند و چالش مدیریت منازعه می‌بایست درگیر ساختن این بخش‌ها در فرایند حل مشکلی باشد که به اثربخشی سازمانی و یادگیری منجر شود. سازمان‌ها باید جایگاه دفاع از کارمندان؛ مشتریان و تولیدکنندگان؛ همچنین ذی‌نفع ان و محیط سازمانی را نهادینه کنند.
- اخلاق – رئیس عاقل باید اخلاقی رفتار کند و برای انجام این کار جهت اطلاعات جدید گشوده و حاضر به تغییر ذهنش باشد. در این راستا زیردستان و دیگر ذی‌نفع ان وظیفه‌ای اخلاقی برای صحبت در برابر تصمیمات سرپرستان دارند هنگامی که این تصمیمات جدی هستند (Batcheldor, 2000).

## گام‌های مدیریت کردن
نخستین گام با ارزیابی و واکنش به منازعه ارتجاعی است. دومین گام با تعیین اینکه چگونه کارمندان به تصمیم واکنش نشان می‌دهند پیشگیرانه است. مدیر تلاش می‌کند یک رویکرد تازه را استفاده (ایجاد) کند و یکبار دیگر سعی می‌کند تشخیص دهد چگونه کارمندان واکنش نشان می‌دهند. هنگامیکه مدیر احساس کرد بهترین تصمیم برای سازمان اتخاذ شده‌است و کارمندان توجیه شده‌اند آنگاه مصمم می‌شود که این یک منازعه موردی ویژه است یا اینکه باید به عنوان خط مشی نوشته شود. تمامی فرایند به عنوان یک موقعیت واکنشی آغاز می‌شود که سپس به سمت تصمیم‌گیری پیشگیرانه حرکت می‌کند. این بنیانی است برای بدست آوردن پیامدی که بهترین تناسب سازمانی را با تأکید بر برداشت از عدالت برای کارمندان دارد. جدول زیر اثر متقابل این رویه‌ها را نشان می‌دهد.
استادر و ماکوبی پنج گام برای مدیریت کردن منازعه شناسایی کردند.
۱.	پیشی گرفتن – در نظر داشتن زمانی برای گردآوری اطلاعات که می‌تواند منجر به منازعه گردد.
۲.	پیشگیری کردن – تدوین استراتژی‌ها قبل از اینکه منازعه رخ دهد.
۳.	شناسایی – چنانچه بین فردی یا رویه‌ای است بسرعت به سمت مدیریت کردن آن حرکت کند.
۴.	مدیریت کردن – بخاطر داشته باشید که مدیریت روانی است.
۵.	حل و فصل – واکنش بدون سرزنش و از طریق گفتگو یاد خواهید گرفت.
(Maccoby & Studder, p. ۵۰)
کانون توجه پژوهش ملیسا تیلور مستقیماً به قابلیت‌های فردی ارتباطات مرتبط می‌شود؛ بخصوص آنکه به منازعه بین فردی اشاره می‌کند. او همچنین بیان می‌کند که منازعات می‌بایست راه حل هدایت شونده‌ای باشند که خلاق و یکپارچه هستند. آن‌ها نباید مقابله‌ای باشند و می‌بایست همچنان تداوم بخش کنترل، بکارگیری پیام‌های غیرکلامی برای دستیابی به نتیجه باشند. (Taylor, p. ۴۴۹)
مقالات رحیم؛ آنتونیونی و سنیکا ۲۰۰۱ با دو نوع از رهبران سرو کار دارند. رهبرانی که برای خودشان نگرانی دارند و آن‌هایی که برای دیگران نگرانی دارند. (Rahim, Antonioni & Psenicka, 2001, p. ۱۹۵)
همچنین آن‌ها سبک مدیریت منازعه را درجه بندی کردند.
۱.	یکپارچگی شامل گشایش؛ ایجاد گفتگو و بررسی تفاوت‌ها برای انتخاب یک راه حل اثرگذار برای هر دو گروه. این سبک به‌طور مثبت با پیامدهای سازمانی و فردی در ارتباط است. (Rahim et al. , p. ۱۹۷)
۲.	آماده بخدمت برای یافتن منافع یکسان بخش‌ها تلاش می‌کند در حالیکه برای به حداقل رساندن احساس واقعی منازعه برای رضایت دیگر بخش‌ها تلاش می‌کند.
۳.	سلطه مدیریتی قهری است که نیروهای خود را دارد.
۴.	اجتناب گزینی نادیده گرفتن مشکل بامید از بین رفتن آن است.
۵.	مصالحه مدیریتی است که حاضر به سازش است و کارمند امتیازاتی را برای توافق متقابل بدست می‌آورد. (Rahim et al. , p. ۱۹۶)
سبک‌های سلطه و اجتناب در مدیریت بدون اثر فرض می‌شوند. جدول زیر تعامل بین سبک‌ها را نشان می‌دهد. (Rahim et al. , p. ۱۹۶)

## مدیریت منازعه بین‌المللی
توجه ویژه‌ای می‌بایست به مدیریت منازعه بین دو بخشی از فرهنگ‌های خاص پرداخته شود. به‌علاوه به منابع روزانه منازعه؛ سوء تفاهم‌ها و از این نتیجه معکوس؛ شبه منازعات به وجود می‌آیند که اعضای یک فرهنگ قادر به فهم تفاوت‌های مشخص فرهنگی در شیوه‌های ارتباطی؛ سنت‌ها و فرایند فکری نیستند (Borisoff & Victor, 1989).
در واقع در حال حاضر در متون تحقیقاتی تجاری مشاهده شده‌است. رنر (۲۰۰۷) چندین ماجرا را بازگو کرد که مدیران از کشورهای توسعه یافته به کشورهای کمتر پیشرفته برای حل منازعات درود شرکت‌ها منتقل شده‌اند و با موفقیت کمی بعلت شکست شان به دلیل عدم انطباق با سبک‌های مدیریت منازعه فرهنگ محلی مواجه شدند.
بعنوان مثال؛ در مطالعه کوزان که در بالا ذکر شد؛ او اشاره داشت که فرهنگ‌های آسیایی به مراتب بیشتر احتمال بکارگیری یک مدل هماهنگی از مدیریت منازعه را دارند. چنانچه یک بخش یک مدل هماهنگ را عملیاتی کند و با بخشی که یک مدل متضاد را بکار می‌گیرد؛ سوء تفاهم‌ها بالا و فراتر از آن تولید شده توسط منازعه خودش به وجود خواهد آمد.
مدیریت منازعه بین‌المللی و مسائل فرهنگی مرتبط با این، یکی از حوزه‌های اصلی پژوهش در این زمینه در آن زمان است، به عنوان پژوهش موجود برای مقابله با هر تماس رو به افزایش رخ داده بین نهادهای بین‌المللی است.
کاربرد آموزش عالی
تنها ۱۴ درصد از دانشگاه‌های تحقیقاتی دوره‌های اجباری در این موضوع را گزارش داده‌اند و بیش از ۲۵ درصد مدیریت روزانه در مواجه با منازعه صرف می‌کند. آموزش و پرورش نیازمند تجدید نظر در اهمیت این موضوع است. اسناد ارائه شده بر توانمندسازی دانش آموزان برای مواجه با مدیریت منازعه تأکید دارند. (Lang, p. ۲۴۰)
ارائه آموزش مدیریت منازعه در مقطع کارشناسی برنامه‌های تجاری می‌تواند به رشد هوش عاطفی مدیران آینده کمک کند. بهبود هوش عاطفی نشان داد که بیشتر احتمال داشت کارکنان مهارت‌های حل مشکل به جای تلاش برای چانه زنی را بکار بندند. (Lang, p. ۲۴۱)
دانشجویان به مجموعه مهارت‌های اجتماعی نیاز دارند. مهارت‌های ارتباطی خوب به مدیران برای بانجام رساندن منازعات و تمرکز بر موقعیت‌های بین فردی امکان می‌دهد. به جای تمرکز بر منازعه به عنوان یک مشکل رفتاری تمرکز بر ارتباط آنهاست. (Myers & Larson, 2005, p. ۳۰۷)
با فهم درست از ارتباطات مورد نیاز؛ دانشجویان استعداد مورد نیاز را برای تمایز بین ماهیت و انواع منازعه کسب خواهند کرد. همچنین این مهارت‌ها می‌آموزند که منازعه رویه‌ای و ارتباطی نیازمند درجه بالایی از حل مستقیم و بی واسطه است. چنانچه به این دو منازعه بسرعت پرداخته نشود کارکنان ناراضی یا عملکرد پایینی خواهند داشت. (Myers & Larson, p. ۳۱۳)
همچنین این مسئولیت شرکت‌ها برای واکنش نشان دادن است. یکی از گزینه‌ها شناسایی مهارت‌های مورد نیاز در خانه است اما چنانچه مهارت‌ها برای ایجاد بیطرفی در محیط کار باشد در حال حاضر وجود ندارد؛ بهتر این است یک کمک سازمانی بیرونی داشت. این را " مراکز ارزیابی توسعه " نامیده‌اند.
با توجه به راپ؛ بالدوین و باشور این سازمان‌ها " به معنای عمومی برای ارائه مربیگری؛ بازخورد و فرصت‌های یادگیری تجربی تبدیل شده‌اند " (Rupp, Baldwin & Bashshur, 2006, p. ۱۴۵) تمرکز اصلی شان عدالت و چگونگی تأثیر بر عملکرد و رفتار کارکنان است.
این سازمان‌ها شایستگی‌ها و آنچه آن‌ها معنا می‌کنند آموزش می‌دهند. (Rupp et al. , p. ۱۴۶) دانشجویان سپس در شبیه‌سازی‌ها مشارکت می‌کنند. ناظران متعددی ارزیابی و ثبت می‌کنند چه مهارت‌هایی مورد استفاده قرار می‌گیرند و سپس بازگشت این بازخورد به شرکت کنندگان. پس از این ارزیابی سپس مشارکت کنندگان به مجموعه دیگری از شبیه‌سازی‌ها برای استفاده مهارت‌های آموخته شده توجه داده می‌شوند. یکبار دیگر آن‌ها بازخوردهای بیشتری از ناظران را به امید اینکه آموزش توانایی کاربرد در محیط کاری شان دارد دریافت می‌کنند.
بازخورد از شرکت کنندگان دقیق؛ به‌شکل رفتاری خاص و کیفیت بالا دریافت می‌شود. این برای شرکت کنندگان جهت آموزش چگونگی تغییر رفتاری شان لازم است. (Rupp et al. , p. ۱۴۶) در این راستا؛ این مهم است که شرکت کنندگان زمانی را برای توجه بخود آنگونه که امکان رخ دادن یادگیری است اختصاص دهند.
هنگامی که برنامه سنجش استفاده می‌شود؛ طرح‌های عملی بر اساس داده‌های کیفی و کمی امکان توسعه دارند. (Rupp et al. , p. ۱۵۹)

## مشاوره
وقتی که منازعه شخصی به سرخوردگی و از دست دادن بهره‌وری منجر شود مشاوره ممکن است پادزهر مفیدی باشد. هرچند که سازمان‌های کمی می‌توانند از نعمت دارا بودن مشاوران حرفه‌ای برای پرسنل، ارائه برخی آموزش‌ها برخوردار شوند، مدیران امکان توانایی برای انجام این عمل را دارند. مشاوره غیر دستوری یا " شنیدن با درک " کمی بیش از شنونده خوب بودن هست – چیزی که هر مدیر باید باشد.
گاهی اوقات فرایند ساده برای تخلیه احساسات شخص توانایی دارد – یعنی؛ ابراز کردن آن‌ها برای شنونده فهیم و نگران برای زدودن ناامیدی و ایجاد امکان برای فرد ناامید جهت پیشرفت یک چهارچوب حل – مشکل ذهن؛ بهتر قادر به کنار آمدن با یک مشکل شخصی است که به‌طور نامطلوب تحت تأثیر کارش است. روش غیر دستوری یک راه مؤثر برای مدیران جهت مواجه با ناامیدی همکاران و زیردستان است.
راه‌های تشخیصی و مستقیم دیگری وجود دارند که امکان دارد در شرایط مناسب مورد استفاده قرار گیرد. قدرت زیاد روش غیر دستوری (اساس مشاوره غیر دستوری درمان مشتری محور کارل روجرز است) در اینحال نهفته در سادگی آن؛ اثربخشی خودش؛ و واقعیت اینست که عمداً مدیر- مشاور تشخیص و معنا ردن مشکلات عاطفی اجتناب می‌ورزد؛ که برای یادگیری روانی خاص نامیده خواهد شد. هیچکس تاکنون با گوش دادن غمگینانه و فهیمانه آسیب ندیده است. در مقابل این روش تعداد زیادی از مردم را برای مقابله با مشکلاتی که دخالت کرده با اثرگذاری بر شغل کمک کرده‌است.

## External links
- Conflict Management Articles - A collection of Conflict Management Articles
- Search For Common Ground - One of the world's largest non-government organisations dedicated to conflict resolution
- CUNY Dispute Resolution Consortium- The Dispute Resolution Headquarters in New York City.
- The Johns Hopkins University School of Advanced International Studies (SAIS) Conflict Management Toolkit